# Liberální strana (Maďarsko)

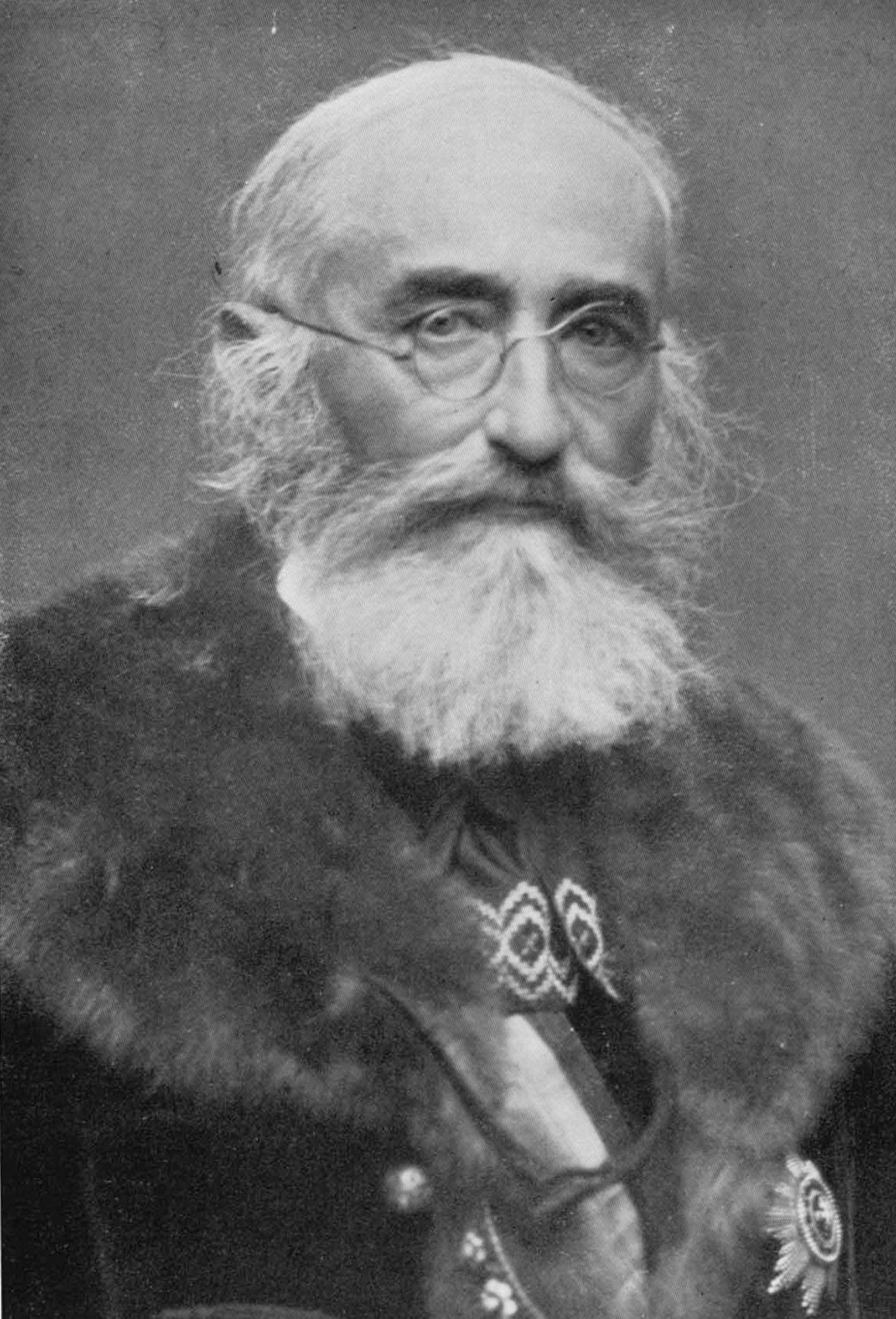
Kálmán Tisza

Liberální strana (maďarsky: Szabadelvű Párt) byla uherská politická strana existující v letech 1875 a 1906. Byla klíčovou politickou silou své doby. Strana vznikla v únoru 1875 sloučením Deákovy strany (Deák Párt) a Levého středu (Balközép). Ve volbách v roce 1875 získala strana obrovskou většinu, premiérem se stal Kálmán Tisza, klíčová osobnost Liberální strany (ačkoli jejím předsedou byl v té době István Gorove). Tisza zůstal premiérem, při mnoha peripetiích, až do roku 1890.
Strana se hlásila ke klasickému liberalismu a v rakousko-uherském kontextu strážila vyrovnání z roku 1867, a to jak ve smyslu obrany proti opětovným centralistickým tendencím, tak ve smyslu bránění rozšiřování federalistického principu, tedy většího sebeurčení jiných národů monarchie než jsou Maďaři. Přesto byla strana trvale předmětem nenávisti maďarských nacionalistů, kteří někdy přezdívali liberálům "imperialisté", čímž bylo míněno, že jsou zastánci rakouského impéria. Toto onálepkovávání vedlo k tomu, že strana byla poměrně oblíbená u nemaďarských obyvatel Uherska a pozvolna ztrácela přízeň etnických Maďarů. Velmi oblíbená byla strana i u židovské menšiny v Uhersku, neboť schválila legislativu umožňující židovskou emancipaci. To byl důvod, proč byla úspěšná v Budapešti, kde bylo velké množství židovských obyvatel.
Nacionalistický odpor proti straně sílil od počátku 20. století. Ve volbách v roce 1905 získali nacionalisté (zejména Strana nezávislosti a 48; Függetlenségi és 48-as Párt) již nejvíce křesel, především díky etnickým Maďarům. Císař František Josef vyhlásil záhy nové volby, v naději, že bude tato konstelace zvrácena, ale opět vyhráli nacionalisté. Záhy se Liberální strana sama rozpadla a byla v roce 1910 reorganizována pod novým názvem: Národní strana práce (Nemzeti Munkapárt). Jejím zakladatelem byl syn Kálmána Tiszy, István Tisza.